# Archidiecezja Rosario
Archidiecezja Rosario (łac. Archidioecesis Rosariensis) – archidiecezja Kościoła rzymskokatolickiego w Argentynie.

## Historia
20 kwietnia 1934 roku papież Pius XI bullą Nobilis Argentinæ Nationis erygował diecezję Rosario. Dotychczas wierni z tym terenów należeli do diecezji (obecnie archidiecezji) Santa Fe.
12 sierpnia 1963 roku decyzją papieża Pawła VI diecezja została podniesiona do rangi archidiecezji metropolitalnej. W tym samym czasie diecezja utraciła część swojego terytorium na rzecz nowo powstającej diecezji Venado Tuerto.

## Ordynariusze

### Biskupi Rosario
- Antonio Caggiano (1934 - 1959)
- Silvino Martínez (1959 - 1961)
- Guillermo Bolatti (1961 - 1963)

### Arcybiskupi Rosario
- Guillermo Bolatti (1963 - 1982)
- Jorge Manuel López (1983 - 1993)
- Eduardo Mirás (1993 - 2005)[2]
- José Luis Mollaghan (2005 - 2014)[2][3]
- Eduardo Martín (od 2014)[4]